# Бэкпэкинг

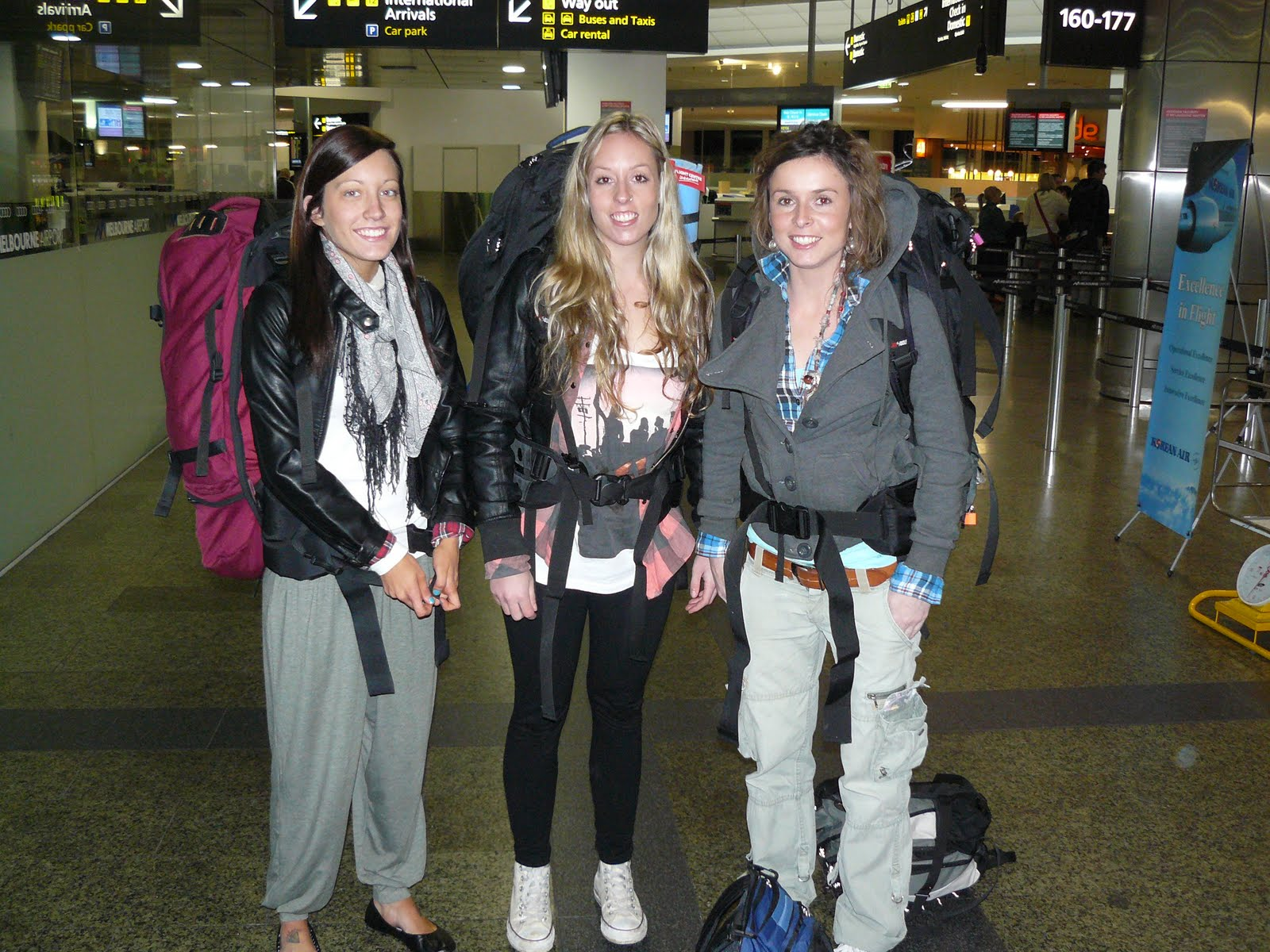
Три девушки-бэкпэкера в аэропорту

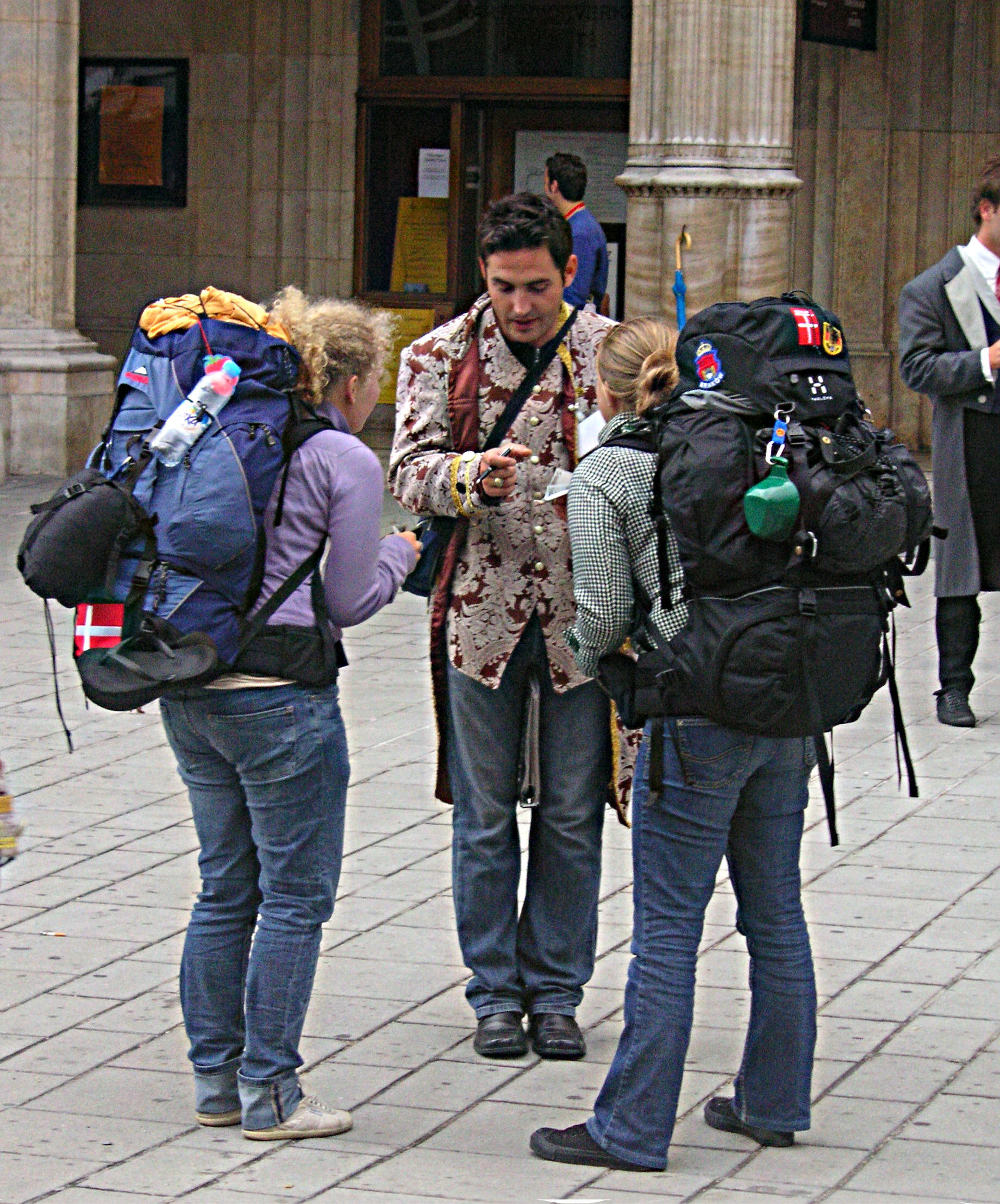
Два бэкпэкера перед зданием Венской оперы

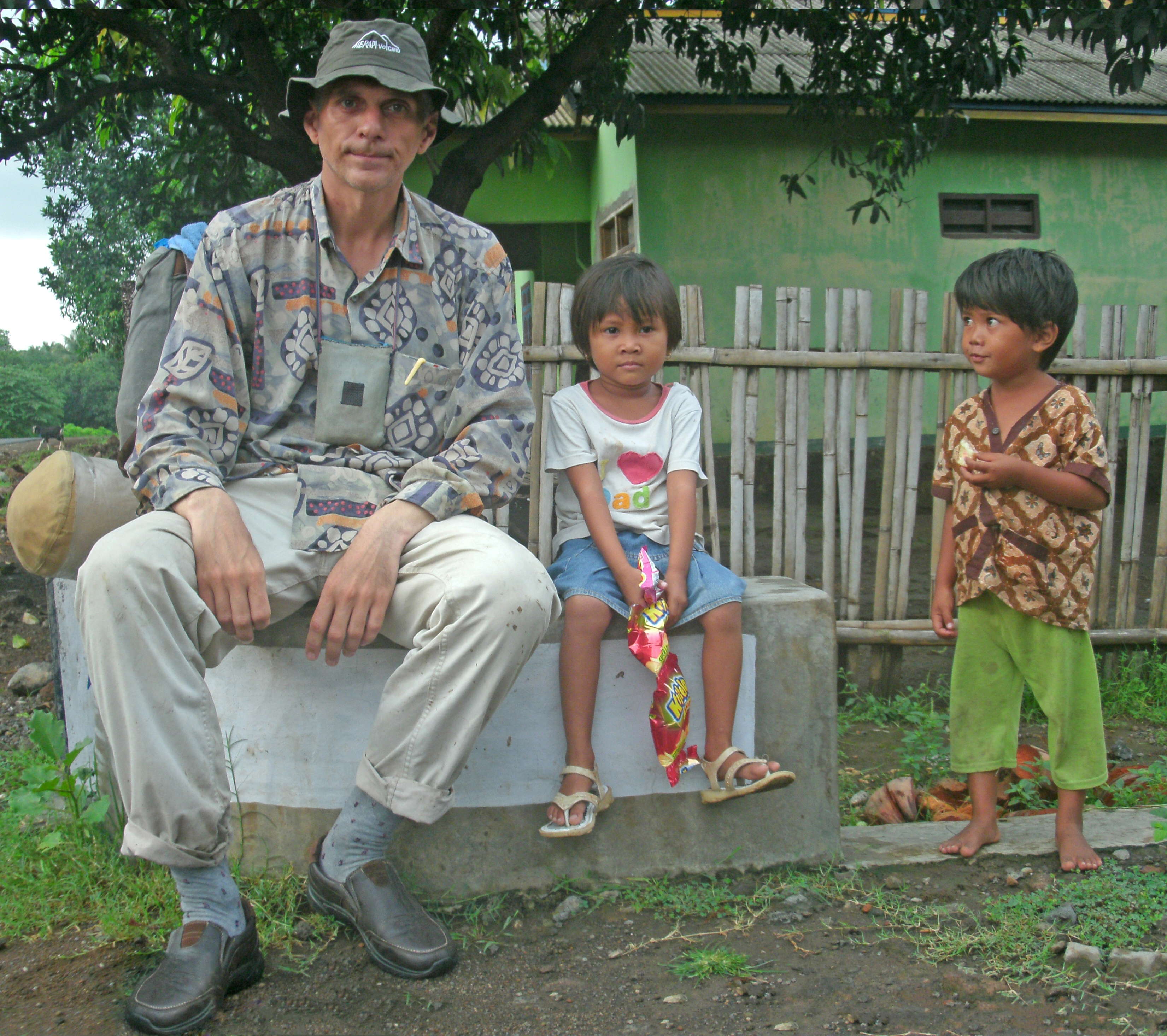
Русский рюкзачник (бэкпэкер) в Индонезии

Бэкпэ́кинг, или бэкпе́кинг (англ. backpacking, с англ. — «рюкзачество»; от англ. backpack — «рюкзак»), — распространённый в последние десятилетия термин, обозначающий путешествия, совершаемые туристом (бэкпэкером) за небольшие деньги, чаще всего принципиально отказываясь от услуг туроператоров.
В советской прессе 70-х годов в рассказах об США встречался дословный перевод англоязычного термина бэкпэкер - "рюкзачник".

## Описание
Свои путешествия бэкпэкер планирует и осуществляет самостоятельно: перемещается на всех видах общественного транспорта (автобусы, поезда, самолёты). Использует все возможности, предоставляемые авиаперевозчиками: распродажи и специальные акции, бонусные мили, лоукосты. Также среди бэкпекеров популярен автостоп.
В пути бэкпэкер ночует не только в гостиницах, но и в хостелах, кемпингах, гестхаусах, а также в домах местных жителей. Питается обычно там же, где и местные жители — в простых столовых и недорогих ресторанах, а также у самих местных жителей.
Одна из важнейших составляющих экипировки бэкпэкера — рюкзак (англ. backpack).
Основатель и идейный вдохновитель движения бэкпэкеров в России — известный путешественник В. А. Шанин, активно продвигавший в своих книгах и статьях этот термин. Ряд других путешественников, таких как А. В. Кротов, В. И. Лысенко, Д. В. Лукьянчук, используя методы бэкпэкинга, никогда себя таковыми не называли.

## Социальные сети бэкпэкеров
Существуют социальные сети бэкпэкеров и самостоятельных туристов, такие как Hospitality Club, Couchbot, CouchSurfing и другие, члены которых предоставляют друг другу помощь и ночлег во время путешествий.